# 上中路隧道
上中路隧道是穿越上海黄浦江的一条公路隧道，南线全长2795米，北线全长2802米，南线于2009年1月22日通车。上中路隧道为东西走向，西起上中路龙川北路，东至华夏西路公园大道，设计时速80公里，设双管双层8车道。上中路隧道建成时为中国首条真正意义上的双层越江隧道。